# Xian de Taoyuan (Hunan)
Pour les articles homonymes, voir Taoyuan.
Le xian de Taoyuan (桃源县 ; pinyin : Táoyuán Xiàn) est un district administratif de la province du Hunan en Chine. Il est placé sous la juridiction de la ville-préfecture de Changde.

## Démographie
La population du district était de 976 840 habitants en 1999.